# Порядневщина
Порядне́вщина (рос. Порядневщина) — присілок у складі Кічменгсько-Городецького району Вологодської області, Росія. Входить до складу Єнангського сільського поселення.

## Населення
Населення — 43 особи (2010; 48 у 2002).
Національний склад (станом на 2002 рік):
- росіяни — 100 %